# ジリ・スマイス

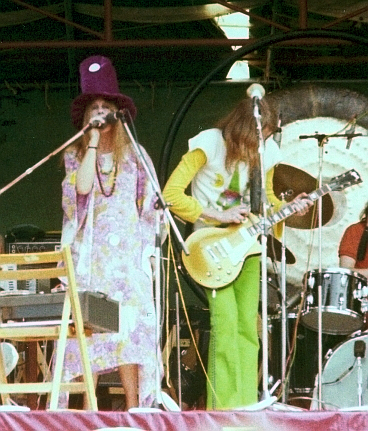
ハイドパークで演奏するジリ・スマイス（左）とデヴィッド・アレン（1974年）

ジリ・スマイス（Gilli Smyth、1933年6月1日 - 2016年8月22日）は、ゴング、マザー・ゴング、プラネット・ゴングといったバンドと共演し、いくつかのソロ・アルバムや、ゴングの他のメンバーと共同でアルバムをリリースしたイングランドのミュージシャンである。ゴングでは、彼女はしばしば「シャクティ・ヨニ」という名前で演奏し、詩や「スペース・ウィスパー (宇宙のささやき)」で貢献した。

## 略歴
スマイスはキングス・カレッジ・ロンドン（ヴォイスプリント・レコードから発売されたCD『Mother Gong』のライナーノーツでは「ロンドン大学」を示唆している）で学び、学内の雑誌『Kings News』の歯に衣着せぬサブ編集者として名声を博した。パリのソルボンヌ（ここで彼女はバイリンガルになった）で簡単な呪文を教えた後、1968年に彼女のパートナーであり、長年の協力者であるデヴィッド・アレンによって結成された、有名なイングランドのジャズ・ロック・グループであるソフト・マシーンと一緒に、詩によるパフォーマンスを始めた。
アレンとはゴングを共同で結成した。その他のミュージシャンにはスティーヴ・ヒレッジ、ピエール・ムーラン、ディディエ・マレルブらを含んでいた。アルバム『マジック・ブラザー』と『コンチネンタル・サーカス』に収録されているすべての曲は、彼女が執筆または共同執筆したものとしてリストされている。彼女の朗読詩、特にゴングの「ラジオ・グノーム・インヴィジブル」三部作において、彼女は売春婦、猫、母親、魔女、老婦人を描写し、ステージでこれらのペルソナの衣装を着ることで知られていた。これはカルト神話の一部となり、バンドが録音した16枚のアルバムに描かれていった。ゴングはゴングメゾンやマザー・ゴングを含むバンドのファミリーへと発展していった。スマイスの1978年のソロ・アルバムである『マザー』は、1975年にオリジナルのバンドから離れた子バンドを導き出し、マザー・ゴング結成へとつながった。
マザー・ゴングは1979年から1981年と1989年から1991年にかけて世界ツアーを行い、ボブ・ディランやビッグ・ブラザー&ザ・ホールディング・カンパニーなどのアーティストをサポートしたりヘッドライナーとして公演した。スマイスは、1992年から1993年にかけて、スターウッド・フェスティバルにソロ・パフォーマーおよび講師として出演。コマーシャルのナレーション、子供向けのオーディオ・ブック、その他の本や詩を録音し、声のプロジェクションと自信を高める声としてのワークショップを行い、多くの女性グループにも参加している。

## 死去
彼女は、2016年8月22日にバイロン・ベイの病院において肺炎により83歳で亡くなった。

## ディスコグラフィ

### ソロ・アルバム
- 『マザー』 - Mother (1978年、Charly Records)
- Stroking The Tail Of The Bird (1990年、AMP Records) ※デヴィッド・アレン、ハリー・ウィリアムソンと連名
- Every Witches Way  (1993年、Voiceprint)
- It's All A Dream (2000年、Gliss Records) ※Gilli名義
- Parade (2004年、Voiceprint) ※Gong Matricesと連名
- Short Tales & Tall (2005年、Voiceprint) ※デヴィッド・アレンと連名
- 『アイ・アム・ユア・エッグ』 - I Am Your Egg (2005年、Voiceprint) ※デヴィッド・アレン、オーランド・アレンと連名
- Paradise (2012年)
- Live At The Roundhouse 1971 (2012年、Gonzo Multimedia) ※Daevid Allen & Gilli Smyth With The Soft Machine Family名義

### マザー・ゴング
- 『フェアリー・テイルズ』 - Fairy Tales (1979年、Charly Records)
- Robot Woman (1981年、Butt)
- Robot Woman 2 (1982年、Shanghai)
- Robot Woman 3 (1986年、Shanghai)
- The Owl And The Tree (1989年、Demi Monde) ※Daevid Allen And Mother Gong名義
- Live 1991 (1991年、Mothermusic) ※Mother Gong With Special Guest Tom the Poet名義
- She Made The World - Magenta (1993年、Voiceprint)
- Tree In Fish (1994年、Tapestry)
- Wild Child (1994年、Demi Monde)
- 『アイ』 - Eye (1994年、Voiceprint)
- Glastonbury Festival 1979 - 1981 (2005年、Voiceprint)
- Mother Gong 2006 (2006年、Voiceprint)
- O Amsterdam (2007年、Voiceprint)